# Rappelbäcktjärnen
Rappelbäcktjärnen är en sjö i Sorsele kommun i Lappland som ingår i Umeälvens huvudavrinningsområde.